# Hermann Sternheim
Hermann Sternheim (geboren 10. März 1849 in Hannover; gestorben September 1916 in Berlin) war ein deutscher Journalist, Schriftsteller und Theaterdirektor.

## Leben
Hermann Sternheim wuchs in Hannover als Sohn des Bankiers Julius Carl Sternheim (1820–1877) und der Jeanette Sternheim, geborene Lessing (1823–1889) zur Zeit des Königreichs Hannover auf. Sein jüngerer Bruder war der spätere Bankier, Börsenmakler und Zeitungseigentümer Carl Jakob Sternheim (1852–1918), seine Schwester Bertha (Geburtsdatum unbekannt) starb bereits 1921. Hermann Sternheim arbeitete nach der deutschen Reichsgründung 1871 bis 1882 als Redakteur des Hannoverschen Tageblatts sowie für verschiedene andere Zeitungen.
Ab 1882 machte sich Sternheim selbständig als freier Schriftsteller mit Wohnsitz in Wernigerode, ab 1886 dann in Berlin. Dort wirkte er von 1887 bis 1894 als Direktor des Belle-Alliance-Theaters.
Hermann Sternheim war der Onkel des bekannten Schriftstellers Carl Sternheim, der von frühester Jugend an viele Theateraufführungen im Berliner Theaterbetrieb seines Onkels erlebte, was sein späteres Werk als Dramatiker formal, inhaltlich sowie ästhetisch prägen sollte. Hermann Sternheim war verheiratet mit Else Sternheim, aus dieser Ehe gingen drei Kinder hervor: Leo, Melita und Franziska. Über die Ehefrau Else sowie über die drei Kinder sind zurzeit keine weiteren Lebensdaten bekannt.

## Werke (unvollständig)
Sternheim schrieb unter anderem
- Libretti, darunter
  - zur Operette Der Günstling von „K. Grau“, uraufgeführt 1886 in Hannover;[2]
- sowie Bühnenstücke, darunter
  - 1887 den Schwank Die Reichstagswahl.[1]